# Dave Nassie
Dave Nassie é um consagrado professor de música estadunidense. Atualmente é guitarrista das bandas Bleeding Through e Throwdown. Começou a tocar guitarra aos nove anos e estudou música e teoria musical em Orange County, na Califórnia. Ele teve como principais professores Howard Antmann e Brian Jones. Aos 14 anos, começou a dar aulas na Antmann School Of Music, onde conheceu o baterista Brooks Wackerman. 
Dave começou a tocar profissionalmente substituindo um dos integrantes, junto com Brooks, no projeto de Steve Vai, Bad 4 Good. Mais tarde, tornou-se integrante do Infectious Grooves. Teve passagens curtas na banda Suicidal Tendencies e, em 1999, Dave entrou para a banda No Use For A Name, onde permaneceu em torno de dez anos. Eles lançaram em torno de cinco discos. Em 2009, Dave saiu do No Use For A Name e, à procura de novas experiências, substituiu Jona Weinhofen na sua atual banda, Bleeding Through, onde lançou os álbuns Bleeding Through e The Great Fire. Entre as suas principais influências, incluem-se: Eddie Van Halen, Shawn Lane, Stevie Ray Vaughan e Albert King.